# Hermann Albert Hesse
 (janvier 2024).
La mise en forme du texte ne suit pas les recommandations de Wikipédia : il faut le « wikifier ».
Les points d'amélioration suivants sont les cas les plus fréquents. Le détail des points à revoir est peut-être précisé sur la page de discussion.
- Les titres sont pré-formatés par le logiciel. Ils ne sont ni en capitales, ni en gras.
- Le texte ne doit pas être écrit en capitales (les noms de famille non plus), ni en gras, ni en italique, ni en « petit »…
- Le gras n'est utilisé que pour surligner le titre de l'article dans l'introduction, une seule fois.
- L'italique est rarement utilisé : mots en langue étrangère, titres d'œuvres, noms de bateaux, etc.
- Les citations ne sont pas en italique mais en corps de texte normal. Elles sont entourées par des guillemets français : « et ».
- Les listes à puces sont à éviter, des paragraphes rédigés étant largement préférés. Les tableaux sont à réserver à la présentation de données structurées (résultats, etc.).
- Les appels de note de bas de page (petits chiffres en exposant, introduits par l'outil «  Source ») sont à placer entre la fin de phrase et le point final[comme ça].
- Les liens internes (vers d'autres articles de Wikipédia) sont à choisir avec parcimonie. Créez des liens vers des articles approfondissant le sujet. Les termes génériques sans rapport avec le sujet sont à éviter, ainsi que les répétitions de liens vers un même terme.
- Les liens externes sont à placer uniquement dans une section « Liens externes », à la fin de l'article. Ces liens sont à choisir avec parcimonie suivant les règles définies. Si un lien sert de source à l'article, son insertion dans le texte est à faire par les notes de bas de page.
- La présentation des références doit suivre les conventions bibliographiques. Il est recommandé d'utiliser les modèles {{Ouvrage}}, {{Chapitre}}, {{Article}}, {{Lien web}} et/ou {{Bibliographie}}. Le mode d'édition visuel peut mettre en forme automatiquement les références.
- Insérer une infobox (cadre d'informations à droite) n'est pas obligatoire pour parachever la mise en page.

Pour une aide détaillée, merci de consulter Aide:Wikification.
Si vous pensez que ces points ont été résolus, vous pouvez retirer ce bandeau et améliorer la mise en forme d'un autre article.
Pour les articles homonymes, voir Hesse.
Hermann Albert Hesse (né le 22 avril 1877 à Weener, arrondissement de Weener et mort le 26 juillet 1957 à Velbert) est un pasteur allemand et théologien protestant réformé.

## Biographie
Hesse étudie la théologie protestante à Erlangen, Berlin, Greifswald et Tübingen et devient docteur en théologie en 1901 sous la direction d'Adolf Schlatter. En 1902, il est ordonné à Meiderich et en 1909, il s'installe à l'église Saint-Paul de Brême (de). Pasteur à Elberfeld depuis 1916, il y prend en 1929 la direction à temps partiel du séminaire des prédicateurs réformés. 
Au printemps 1933, Hesse, en tant que membre d'un comité de trois membres (avec l'évêque régional de Hanovre August Marahrens et Hermann Käppler, président de l'Oberkirchenrat évangélique de l'Église évangélique de l'ancienne Union prussienne et du comité ecclésiastique de l'Allemagne) Association de l'Église évangélique), élabore un projet de nouvelle constitution. Cela vise à prévenir les interventions des chrétiens allemands nationaux-socialistes, mais contribue grandement à répondre à leurs souhaits d'une Église impériale dirigée par un évêque impérial / évêque du Reich. Le comité composé de trois membres recommande le pasteur Friedrich Bodelwickelh pour le poste d'évêque du Reich, mais il n'a pas pu l'emporter.
À partir de 1918, Hesse est rédacteur en chef du journal de l'Église réformée et en 1921, il rejoint les Moderamen de la Ligue réformée. De 1934 à 1946, il est modérateur de la Ligue réformée. À partir de 1934, il occupe des postes de direction au sein de l'Église confessante et devient membre du Conseil de la Fraternité du Reich et, après 1945, du Conseil de la Fraternité de l'EKD. 
En 1937, il est l'un de ceux qui signent la déclaration des 96 dirigeants de l'Église protestante contre Alfred Rosenberg en raison de ses écrits sur les pèlerins protestants des Roms. 
Le 8 juin 1943, il est arrêté avec son fils Helmut Hesse et le 13 novembre il est transféré au camp de concentration de Dachau, où son fils meurt.
Au cours de son emprisonnement de cinq mois à Dachau, le pasteur Hesse est mis à la retraite par la direction de l'Église, avec « les meilleurs vœux pour une fin heureuse à sa vie ». Après la fin de la guerre, le licenciement est reconnu comme illégal, mais il n'est pas réintégré au poste de pasteur - Hesse avait 68 ans à la fin de la guerre.
Après sa libération, Hesse retourne d'abord dans sa ville natale. Il s'installe ensuite à Velbert. Sa tombe se trouve au cimetière de la Communauté réformée néerlandaise de Wuppertal-Elberfeld. 
Hesse a reçu un doctorat honorifique en théologie de l'Université de Bonn en 1925.

## Travaux
- (de) Dogmenfreies Christentum oder geistliche Bibelgeltung? [« Christianisme sans dogme ou validité spirituelle de la Bible ? »], Elberfeld, 1922.
- (de) Göttliche und menschliche Anliegen. Betrachtungen über das Unser Vater [« Des préoccupations divines et humaines. Réflexions sur Notre Père »], Elberfeld, 1923.
- (de) Warum halten wir am Heidelberger Katechismus fest? [« Pourquoi conservons-nous le catéchisme de Heidelberg ? »], Elberfeld, 1925.
- (de) Predigt über Galater 3,25–27 [« Sermon sur Galates 3 :25-27 »], Barmen-Gemarke, 1937.
- (de) Die Judenfrage in der Verkündigung heute [« La question juive dans la prédication aujourd'hui »], Stuttgart, coll. « Schriftenreihe der Bekennenden Kirche », 1948, chap. 3.